# ハートフォード・カレッジ (オックスフォード大学)
ハートフォード・カレッジ (Hertford College) は、イングランドのオックスフォード大学の構成カレッジの一つ。オックスフォード中心部のキャット・ストリートに位置し、ボドリアン図書館の正門の真向かいにある。このカレッジは象徴的な橋、ため息橋で知られている。学部生、大学院生、海外からの留学生を含め、常に約600人の学生がいる。
最初のハートフォード・カレッジは1280年代にハート・ホールとして始まり、1740年にカレッジになったが、1816年に解散した。1820年、この場所はモードリン・カレッジに隣接する場所に1490年頃に出現したモードリン・ホールに引き継がれた。1874年、モードリン・ホールはカレッジとして編入され、ハートフォード・カレッジという名前が復活した。1974年、ハートフォードは女子禁制だったオックスフォード・カレッジの、女性を受け入れた最初のグループの一部であった。
大学の前身の機関の卒業生には、ウィリアム・ティンダルやジョン・ダン、トマス・ホッブズ、ジョナサン・スウィフトが含まれる。最近では、元学生には、作家のイーヴリン・ウォー、初の女性内務大臣ジャッキー・スミス、公務員のジェレミー・ヘイウッドやオリー・ロビンス、ニュースキャスターやレポーターのフィオナ・ブルーズ、キャリー・グレイシー、クリシュナン・グル＝マーシー、ナターシャ・カプリンスキーが含まれる。

## 大学関係者
現在の学長は2020年から務める、元駐レバノンイギリス大使、政策アドバイザーのトーマス・フレッチャーである。

### 名誉フェロー
- 第7代アシュバートン男爵ジョン・ベアリング
- ヴァルター・ボドマー - 元学長
- マーティン・ブリッドソン - 数学者
- ナンシー・オク・ブライト - ドキュメンタリー映像作家、監督、プロデューサー
- シェラード・クーパー＝コールズ
- ジョン・デュワー - 前法律チューター
- リチャード・W・フィッシャー - アンバサダー
- R・F・フォスター - 歴史家
- アンドリュー・グディ - セント・クロス・カレッジのマスター
- シャーロット・ホッグ - 経済学者
- ウィル・ハットン - 経済学者、元学長
- ジェフリー・ジョン師 - セント・オールバンズ学生監
- サー・ジェフリー・ジョウェル - 法廷弁護士
- ソウェト・キンチ（英語版） - ジャズミュージシャン兼ラッパー
- ジョン・マクスウェル・ランダース - 元学長
- ポール・マンドゥカ - プルーデンシャル会長（2012年 - 2020年）
- トーマス・マクマホン尊師 - カトリックブレントウッド司教
- ポール・マルドゥーン（英語版） - ポエトリィ・ソサエティー会長
- デヴィッド・パニック、バロン・パニック
- メアリー・ロビンソン - 元アイルランドの大統領
- ジャッキー・スミス - 元内務大臣
- ステファニー・ウェスト - 古典学者
- ロジャー・ホイーラー大将 - 元陸軍参謀総長
- トバイアス・ウルフ - 作者

### ハート・ホールと初代ハートフォード・カレッジ（1282年 – 1816年）

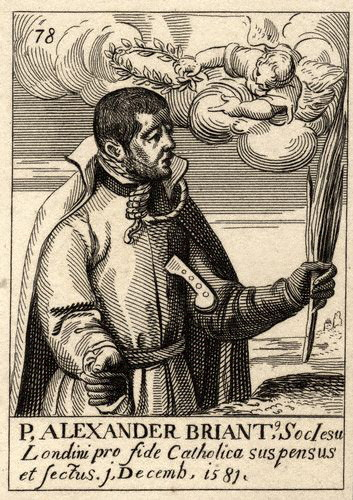
聖アレクサンダー・ブライアント
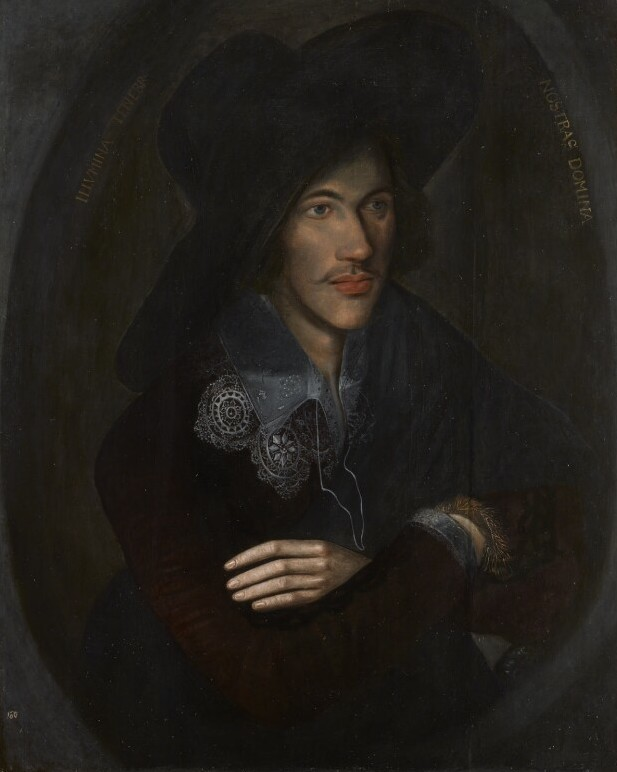
ジョン・ダン
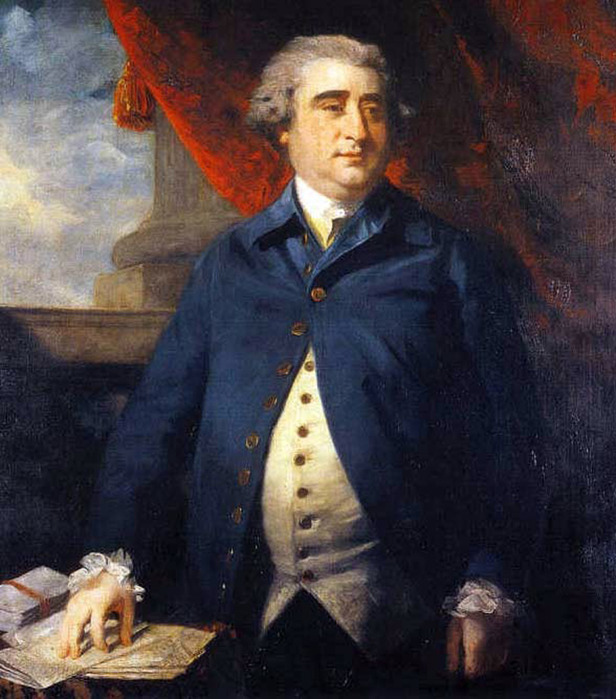
チャールズ・ジェームズ・フォックス
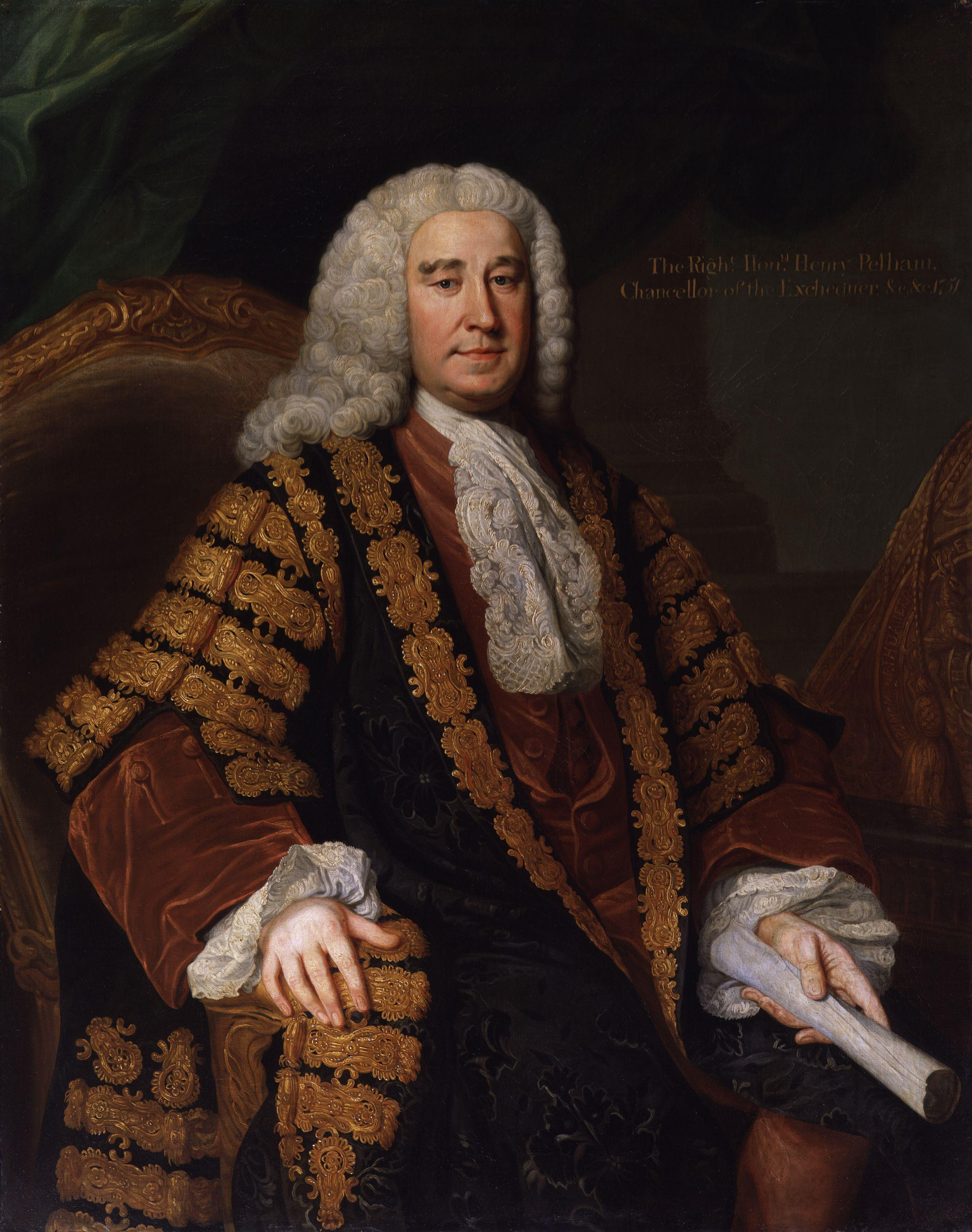
ヘンリー・ペラム
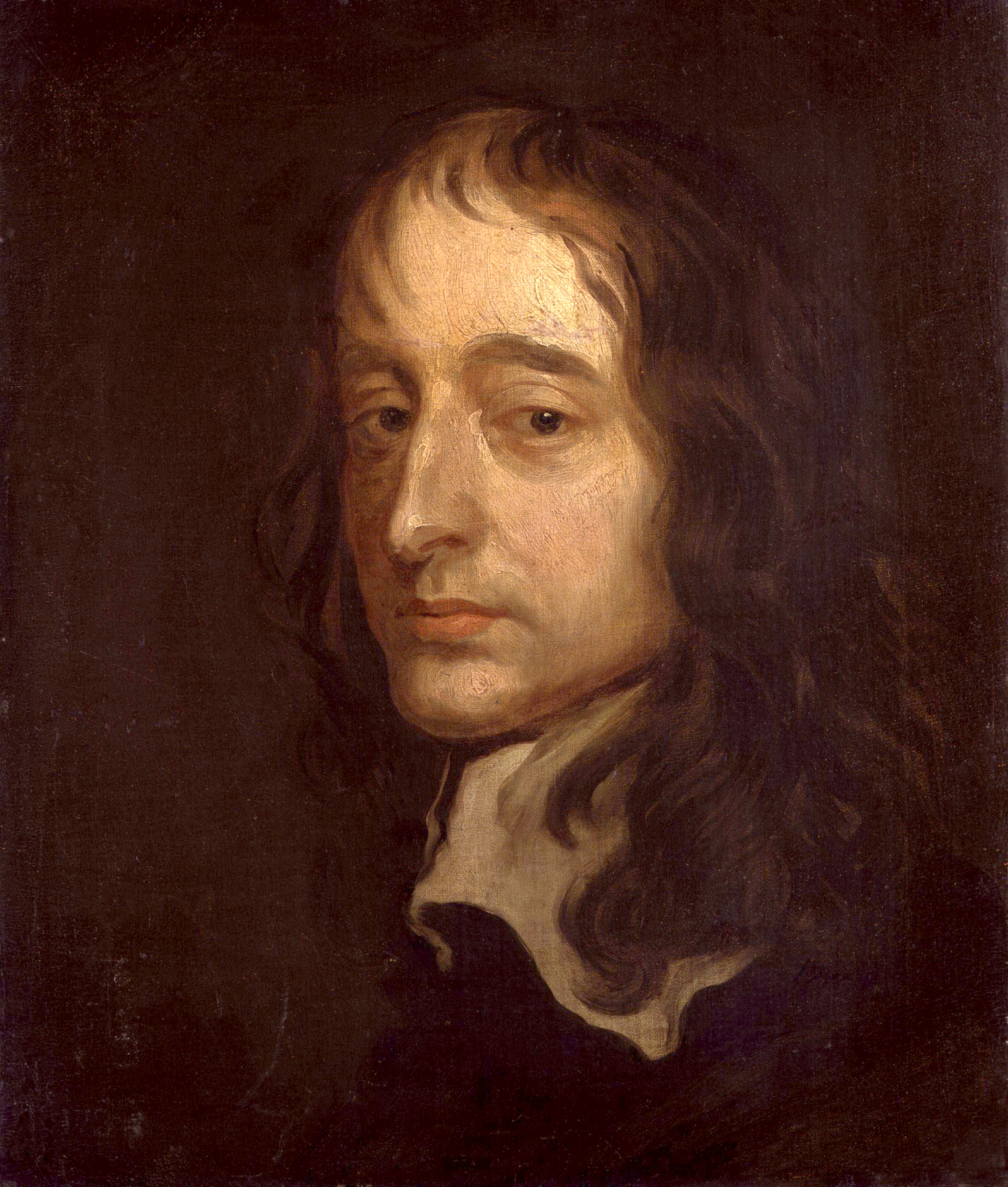
ジョン・セルデン
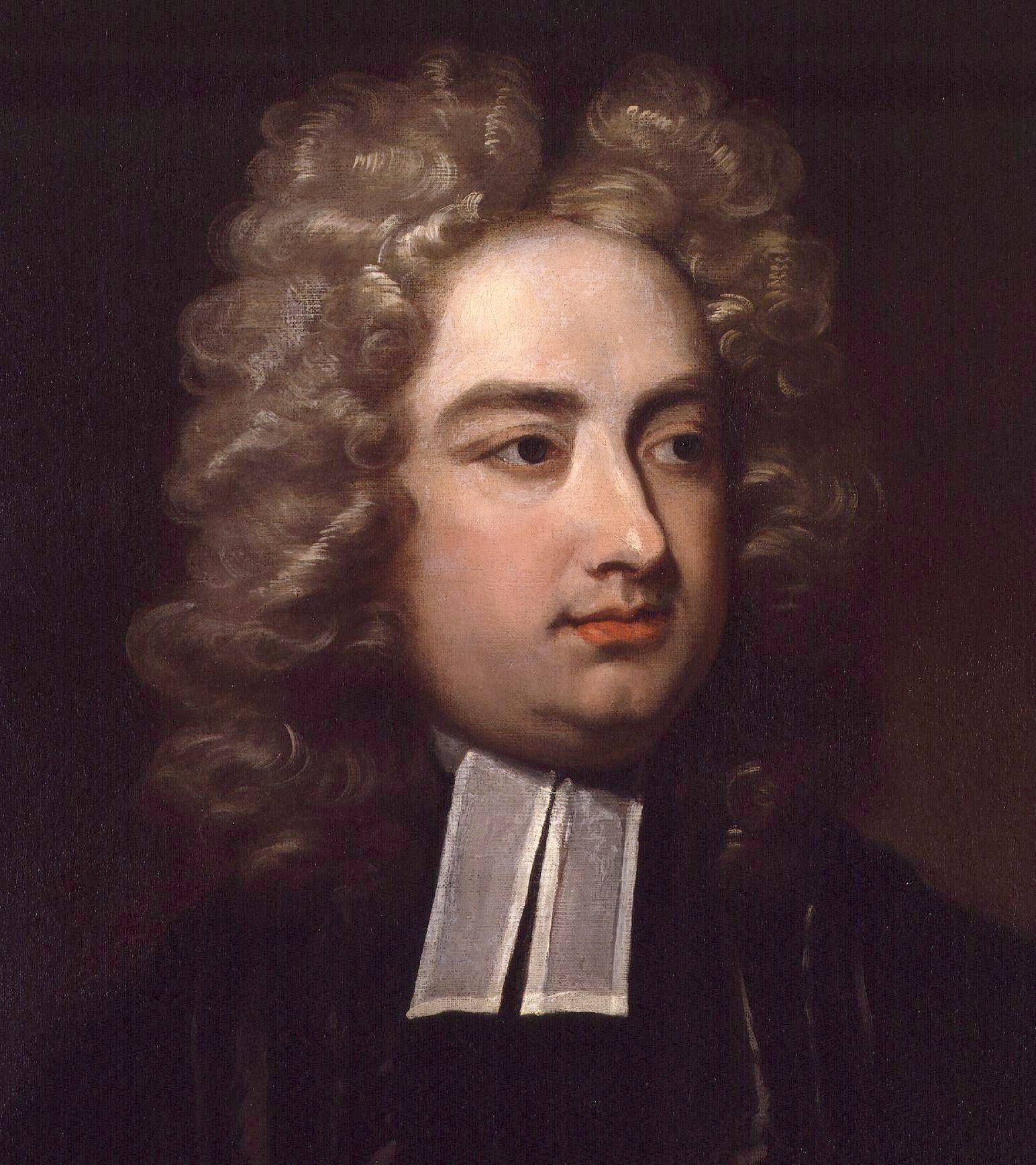
ジョナサン・スウィフト

### モードリン・ホール（1480年 – 1874年）

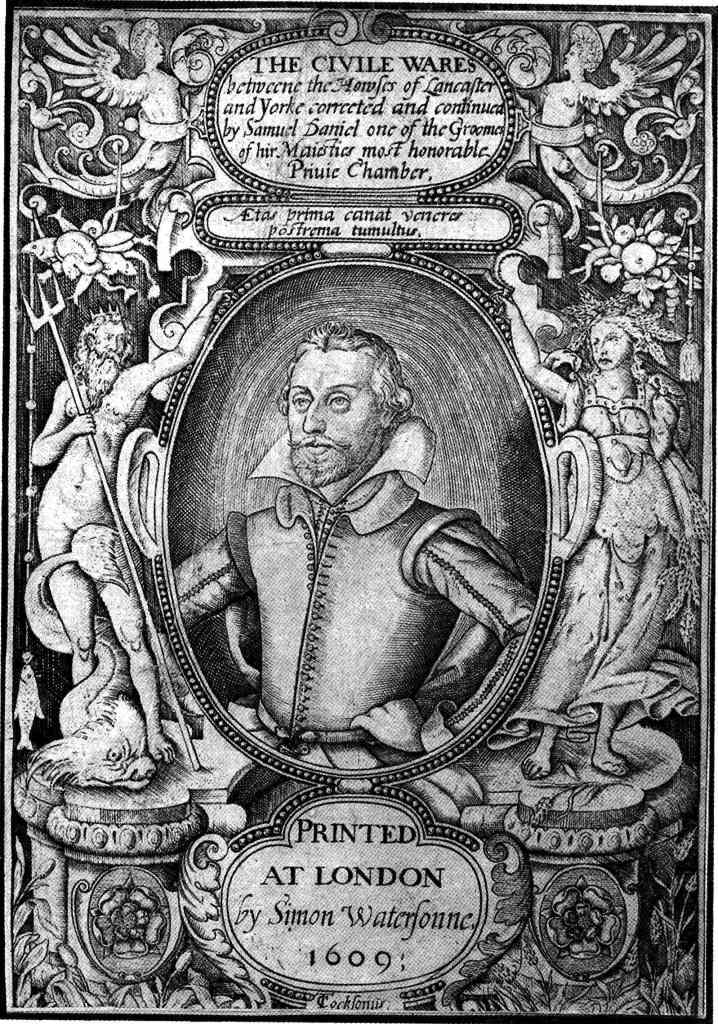
サミュエル・ダニエル（英語版）
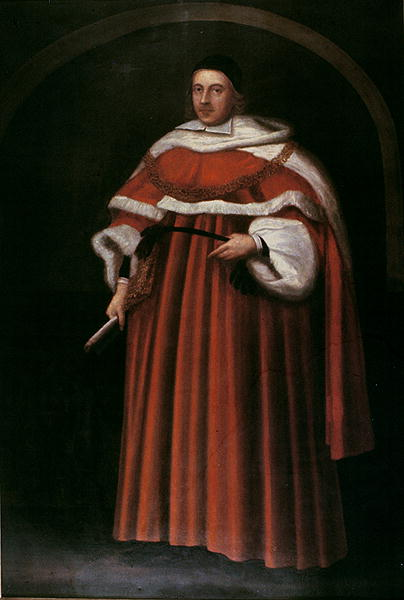
マシュー・ヘイル（英語版）
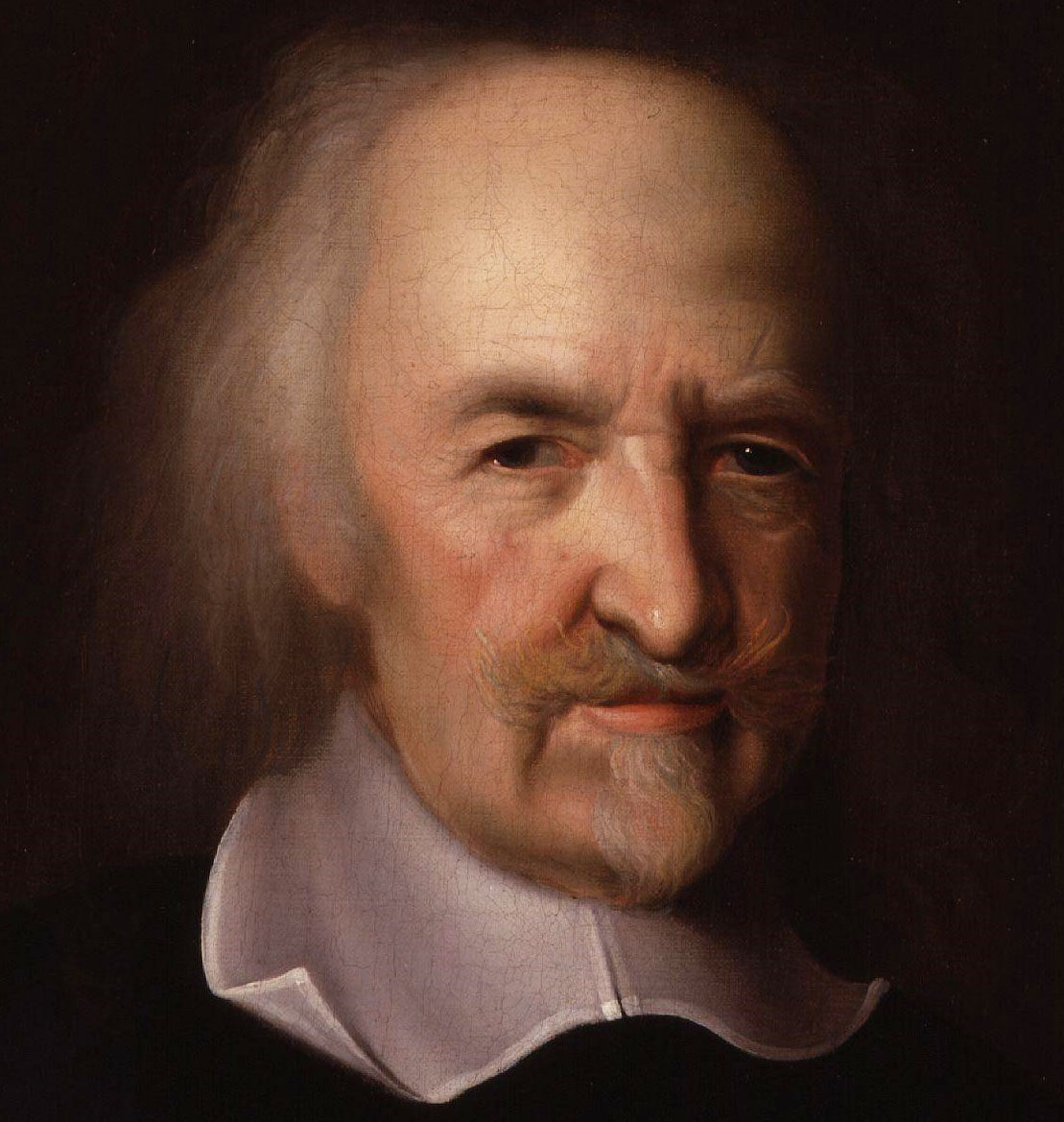
トマス・ホッブズ
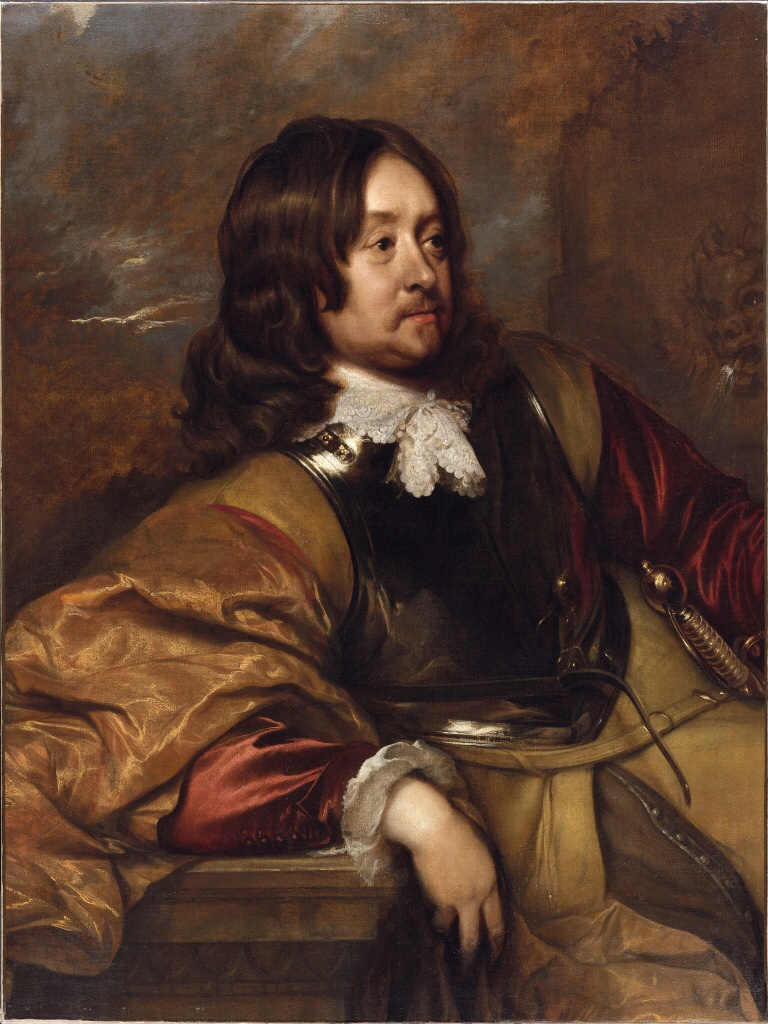
初代クラレンドン伯爵エドワード・ハイド
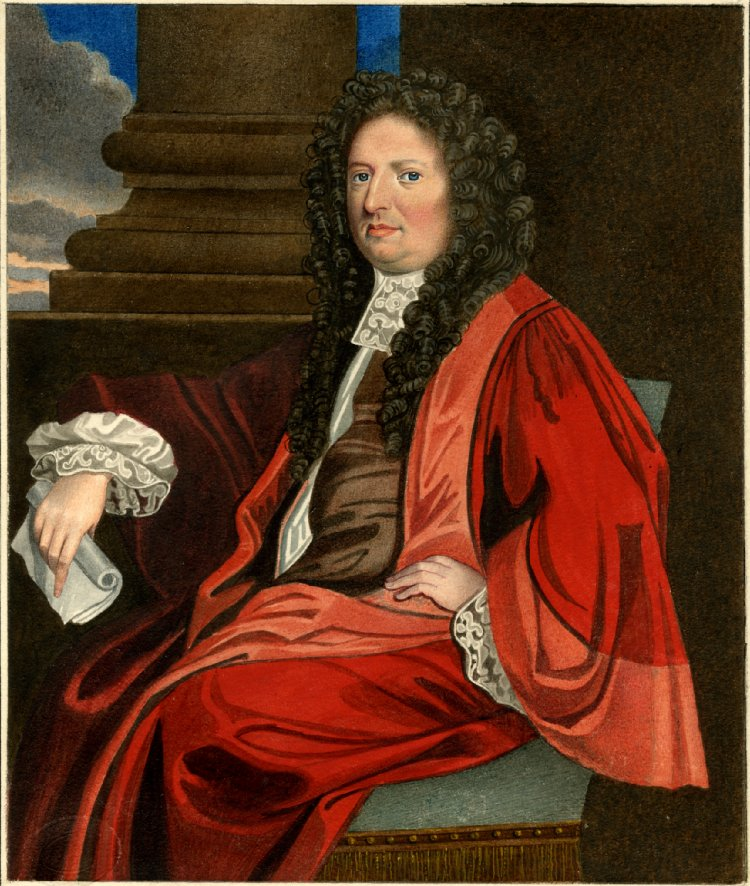
ロバート・プロット（英語版）
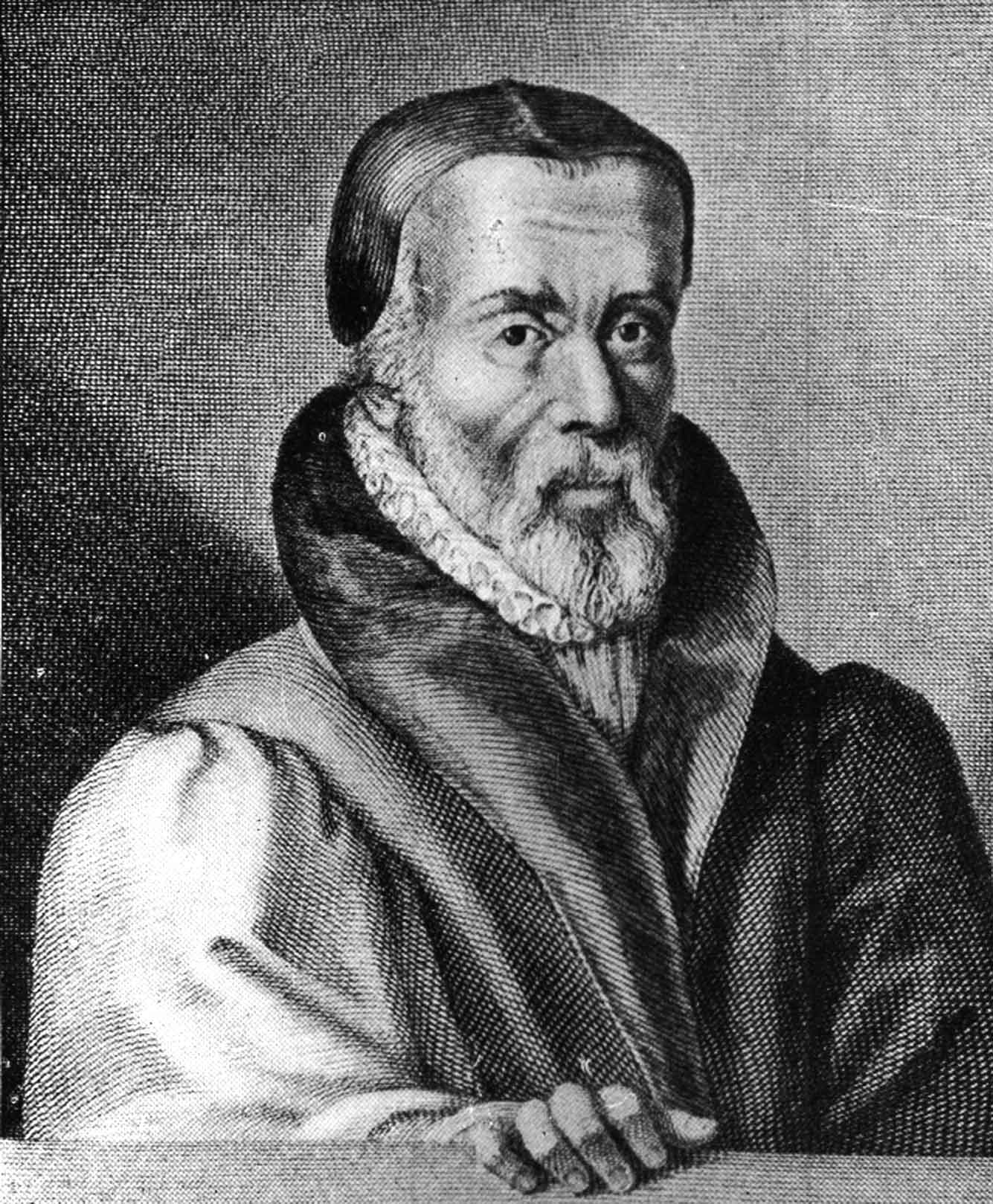
ウィリアム・ティンダル
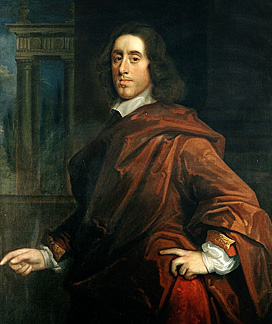
ヘンリー・ベイン・ザ・ヤンガー
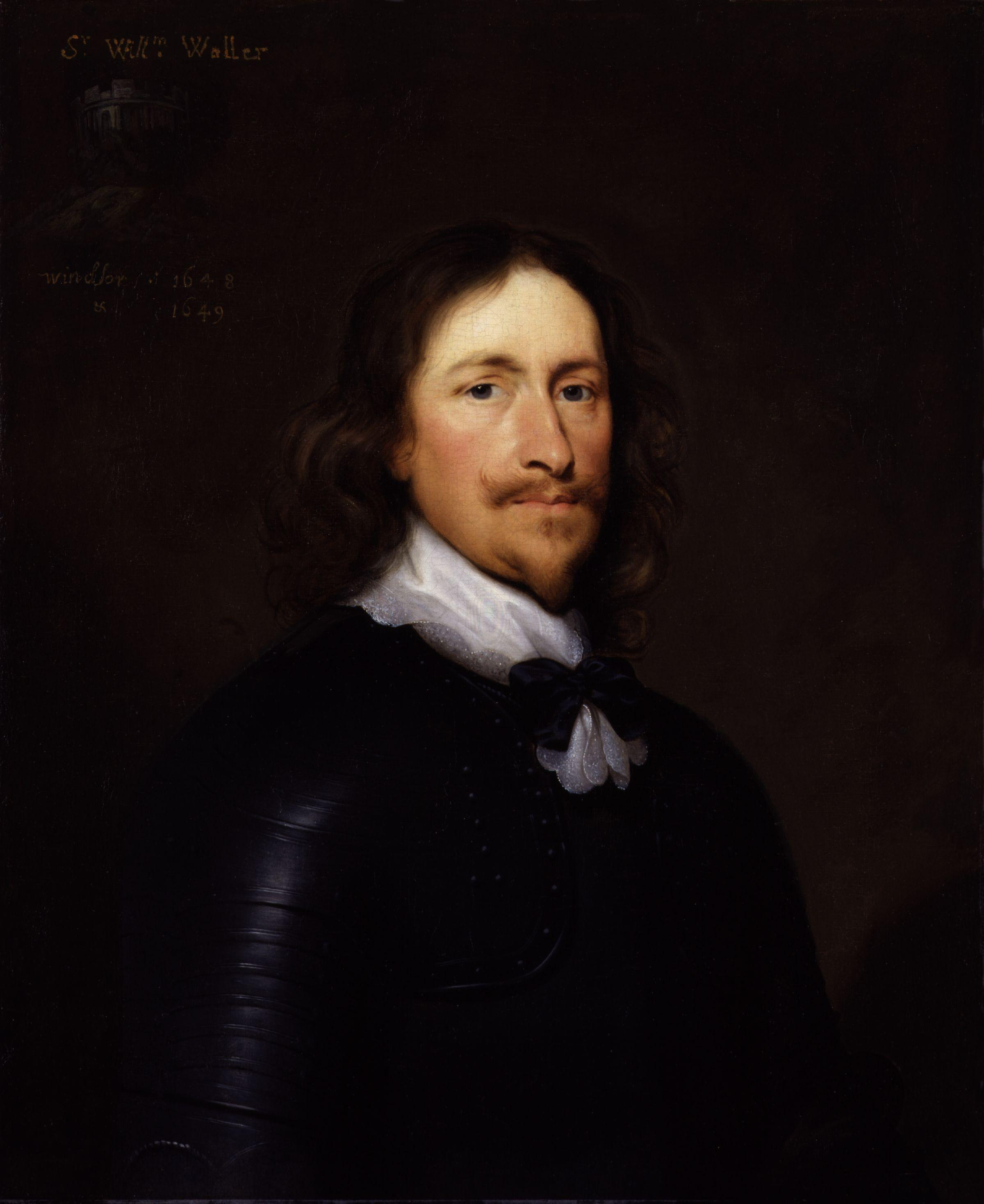
ウィリアム・ウォラー

### 2代ハートフォード・カレッジ（1874年 – 現在）

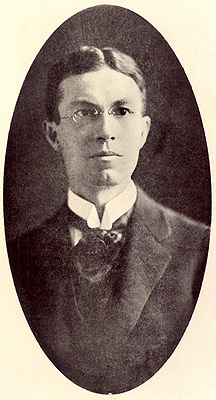
ジョン・ビーアン
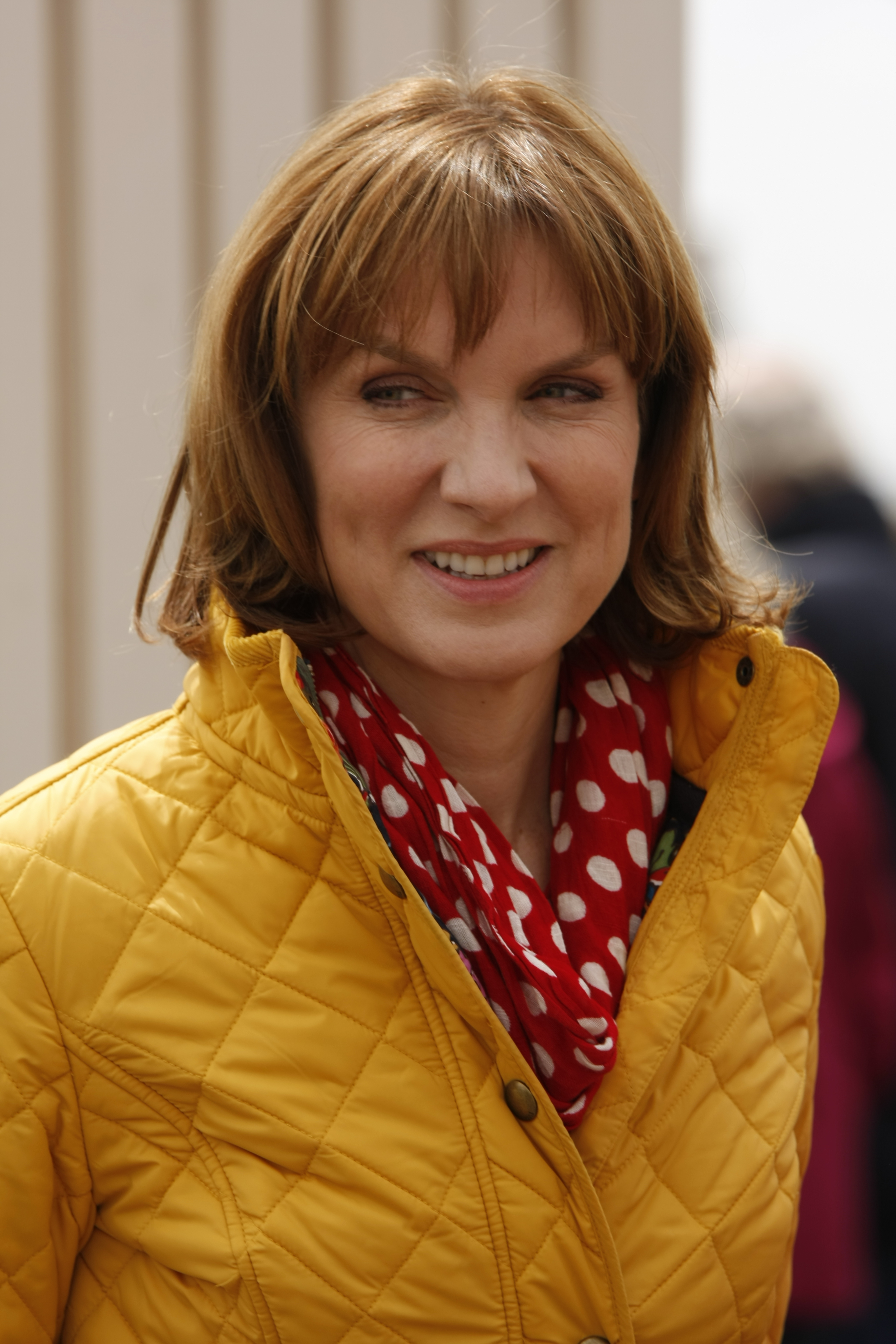
フィオナ・ブルーズ
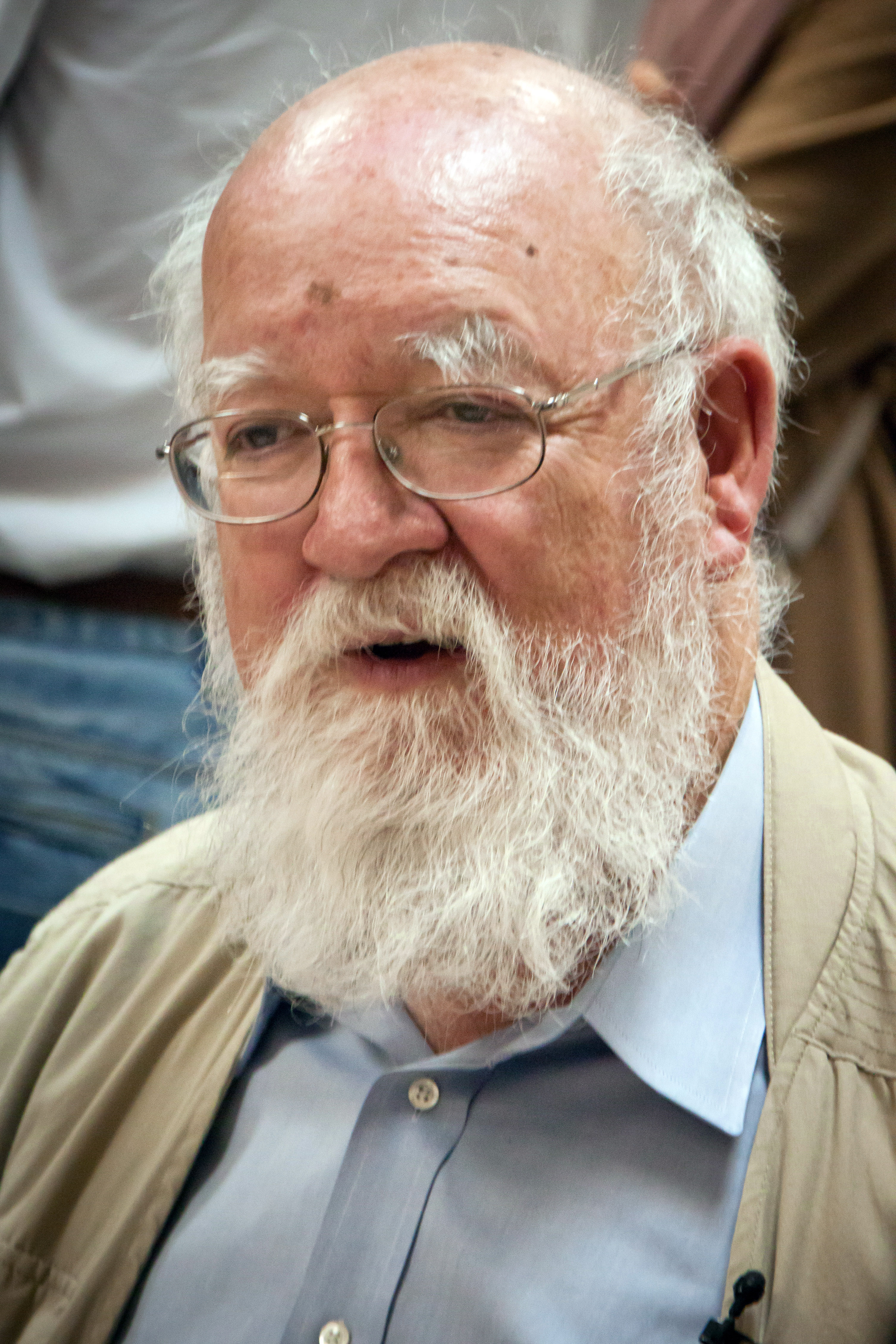
ダニエル・デネット
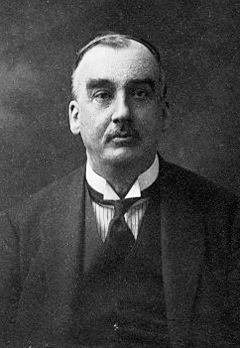
J・ミード・フォークナー
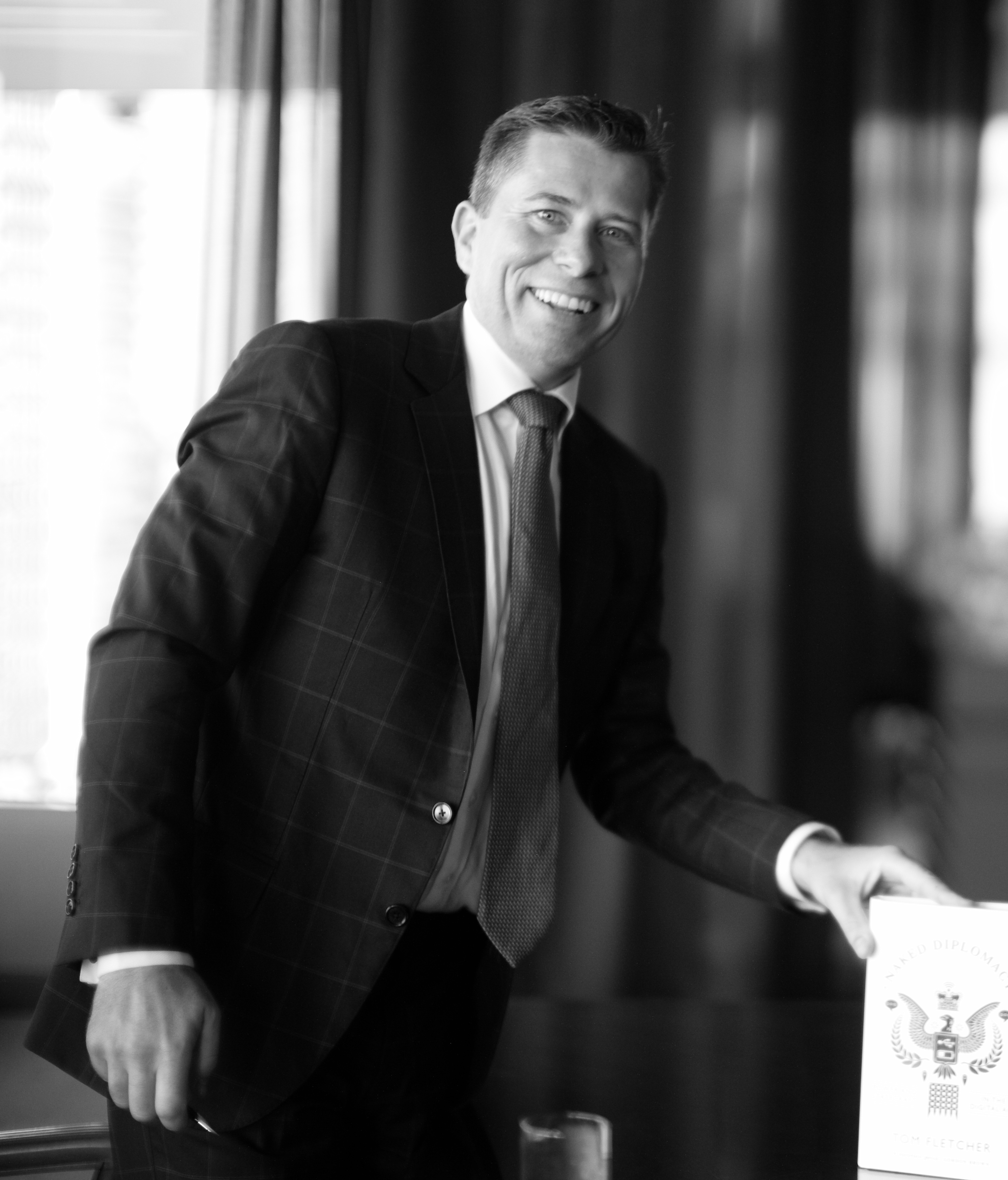
トーマス・フレッチャー
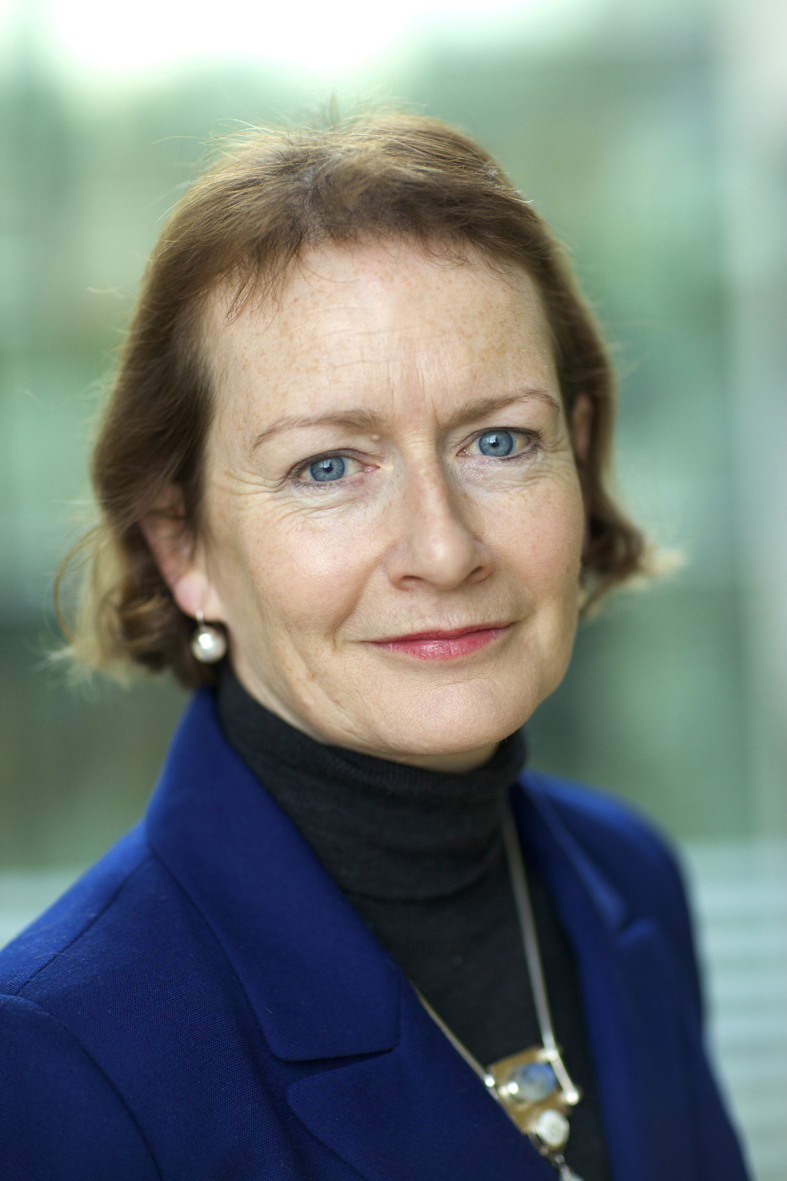
ヘレン・ゴーシュ
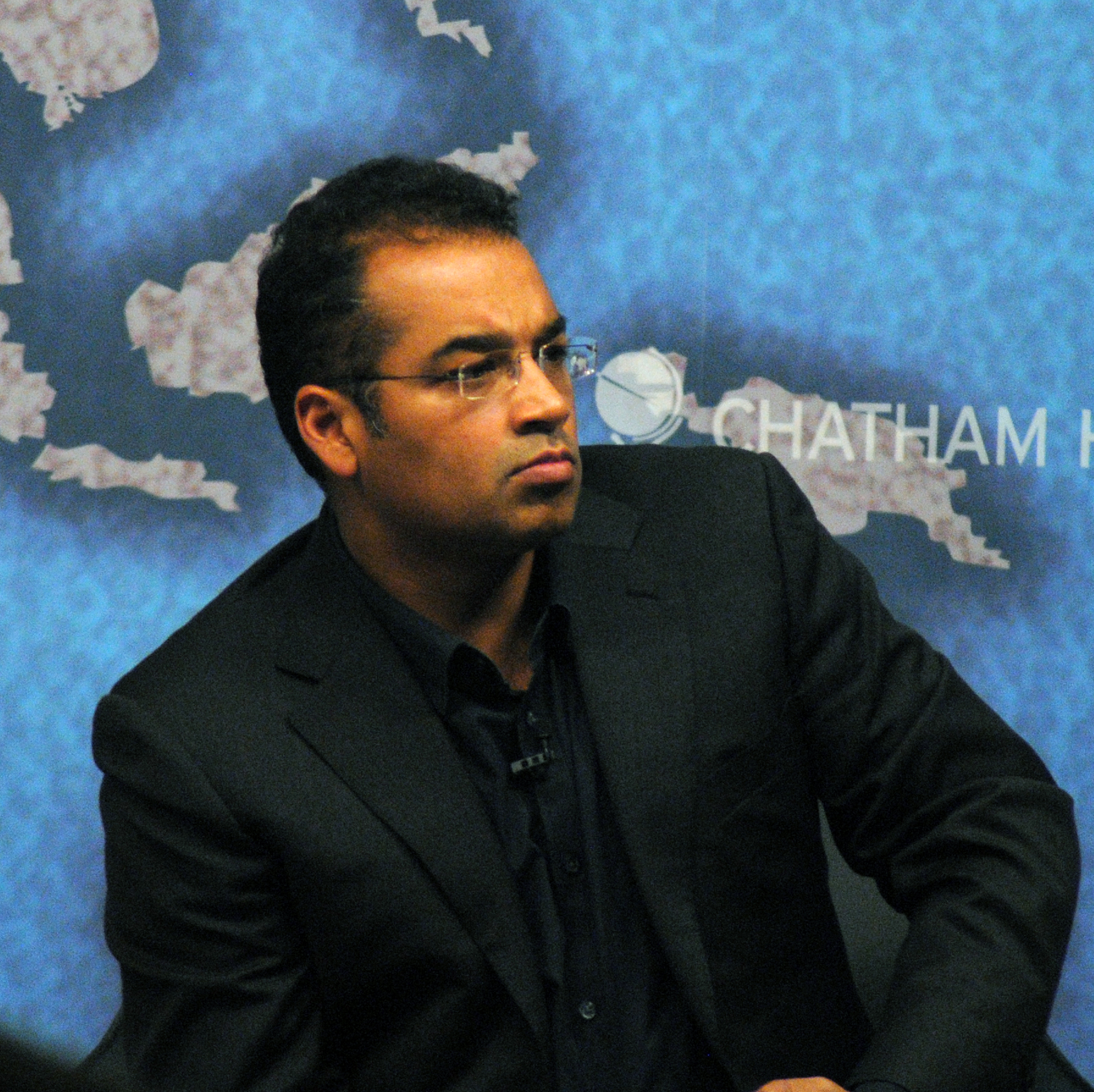
クリシュナン・グル＝マーシー
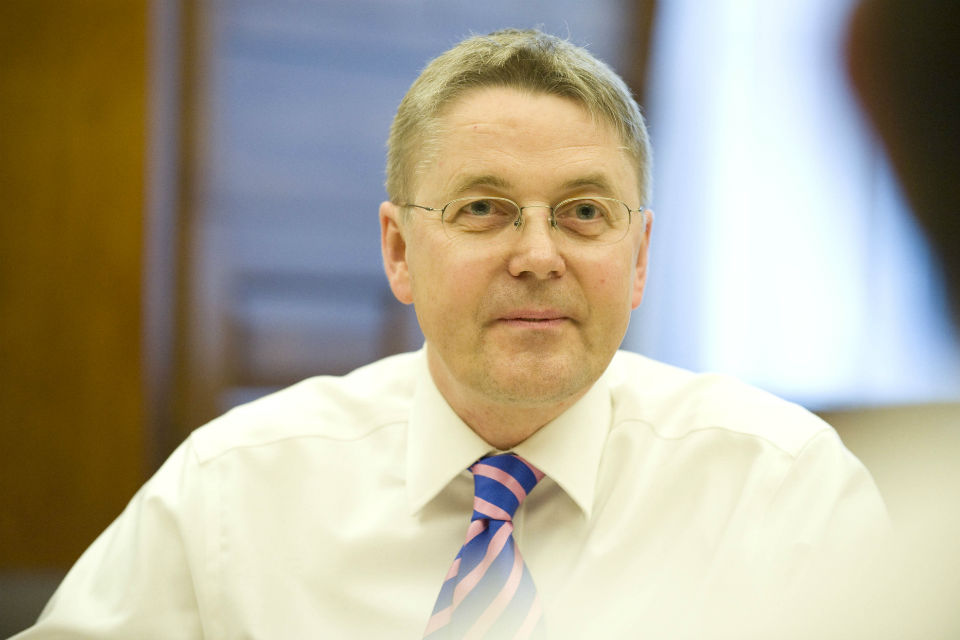
ジェレミー・ヘイウッド
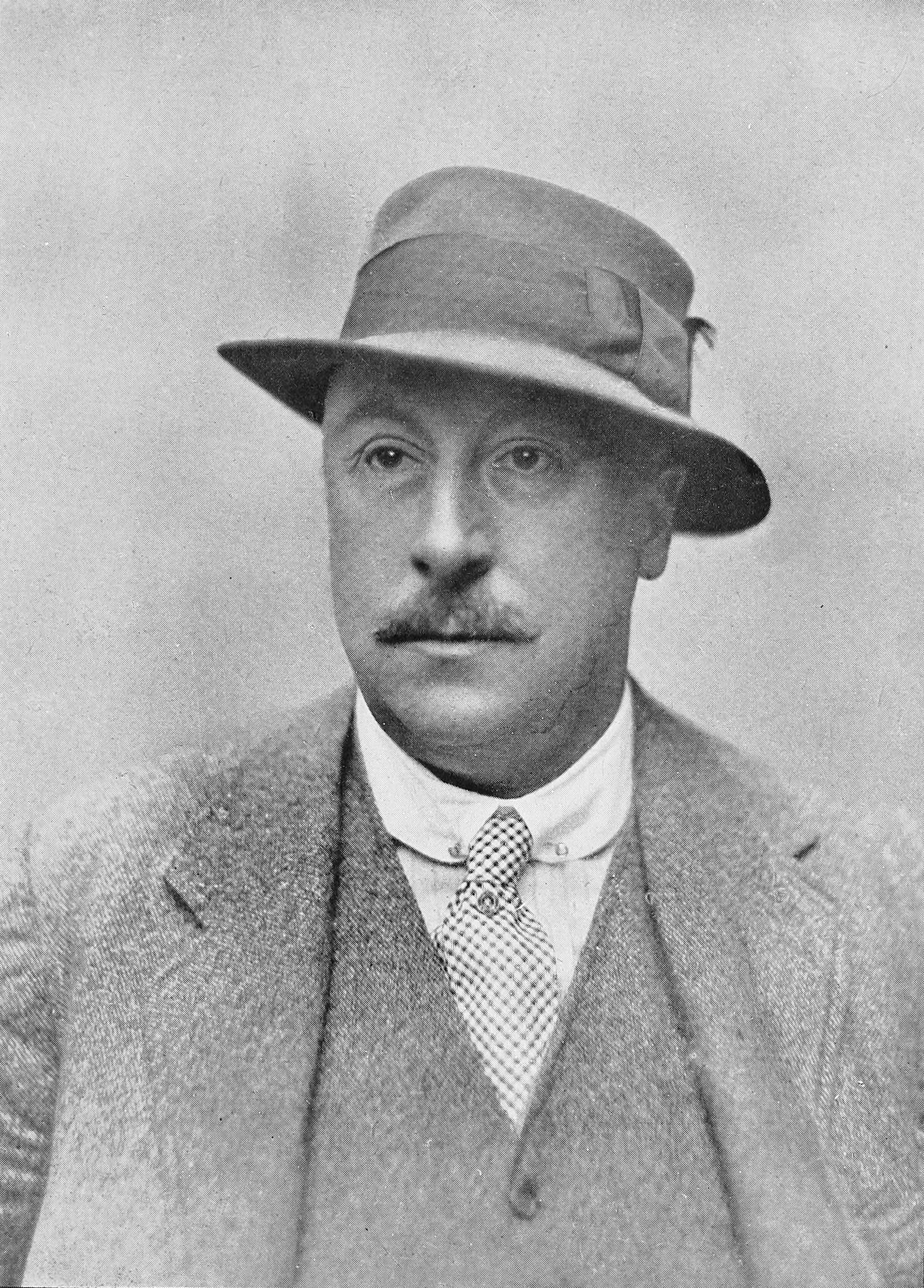
ジェームズ・ジョン・ジョイシー
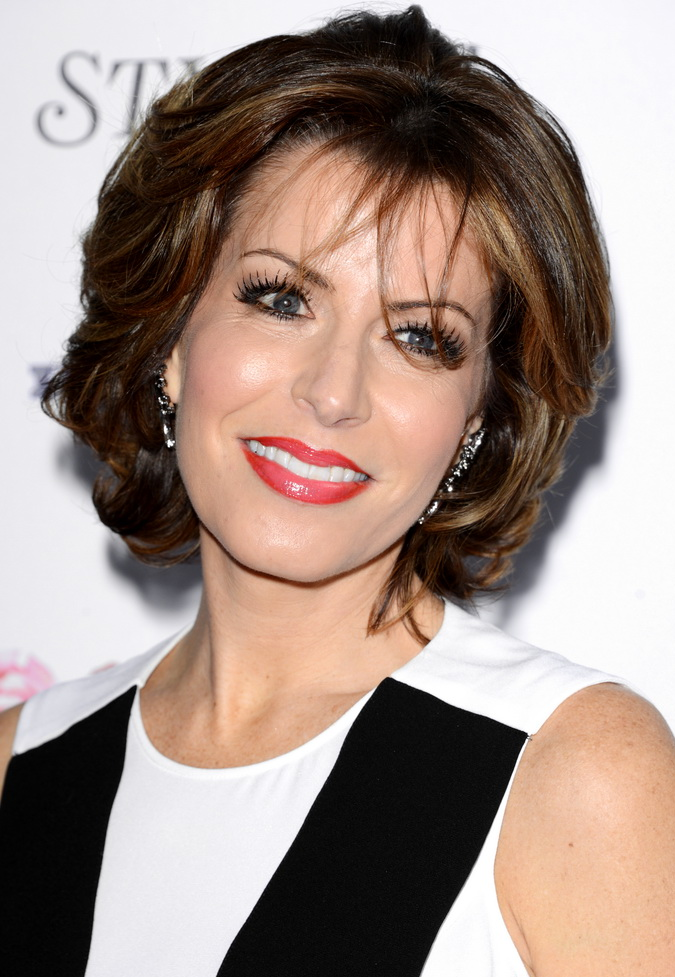
ナターシャ・カプリンスキー（英語版）
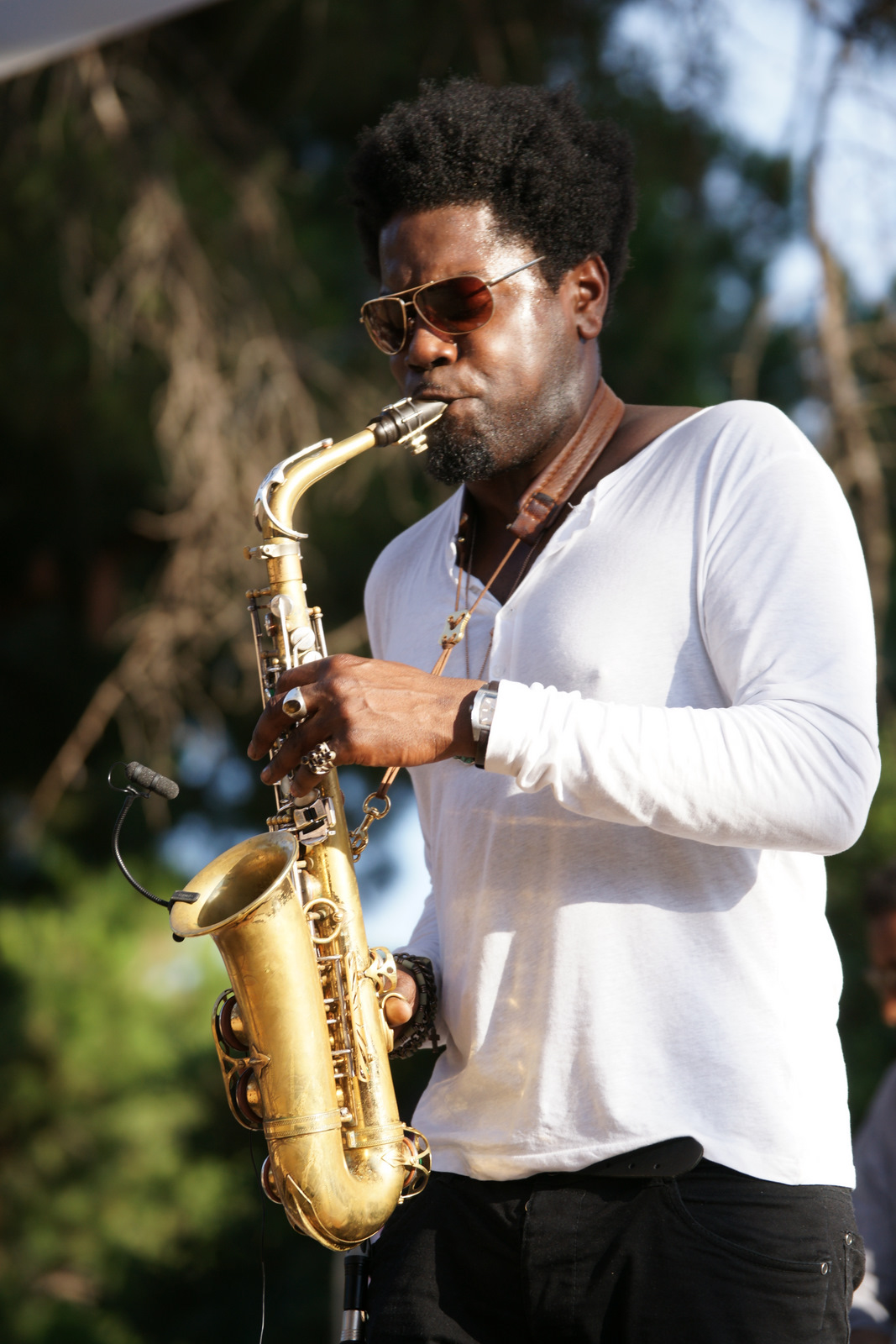
ソウェト・キンチ（英語版）
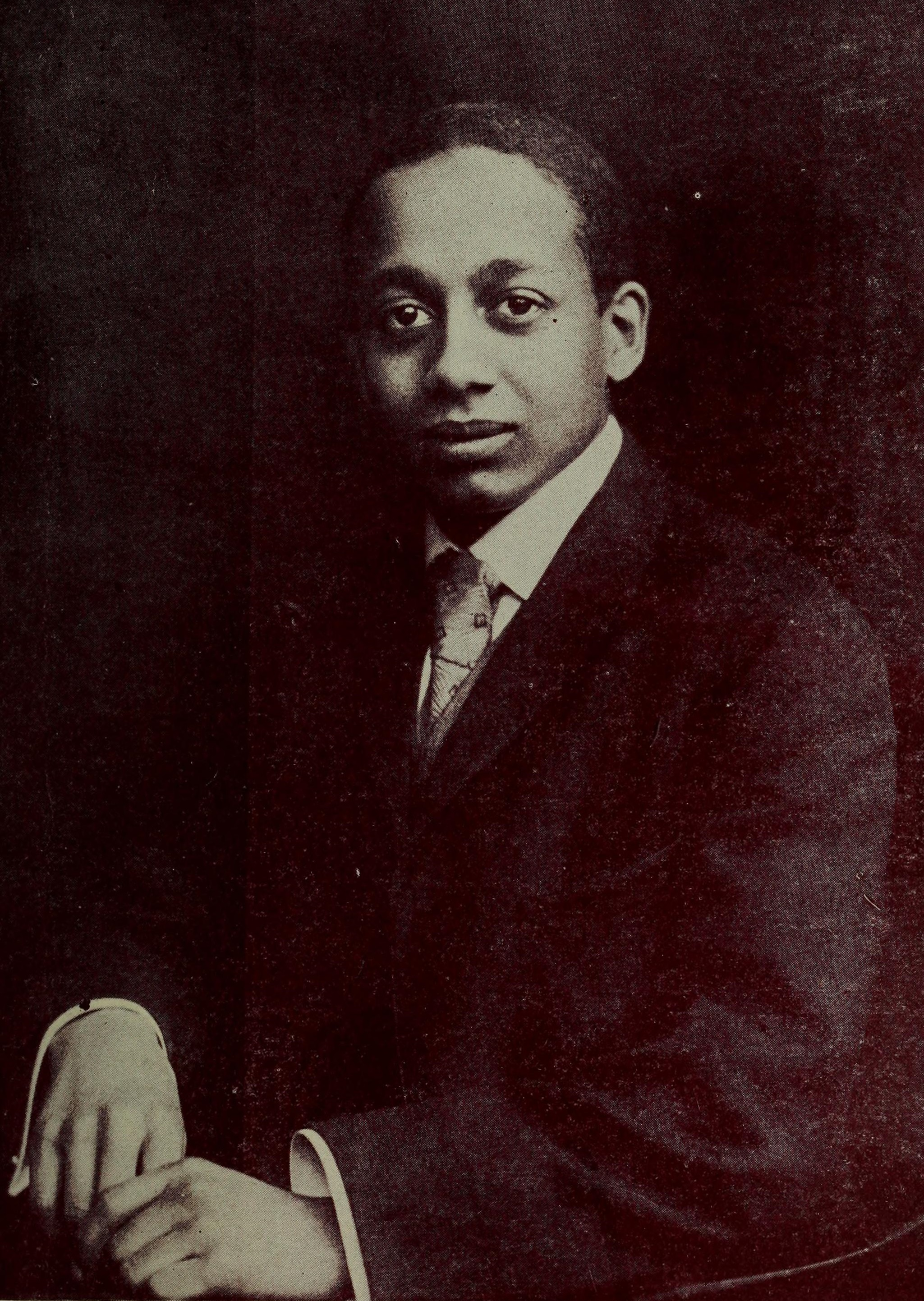
アラン・リロイ・ロック
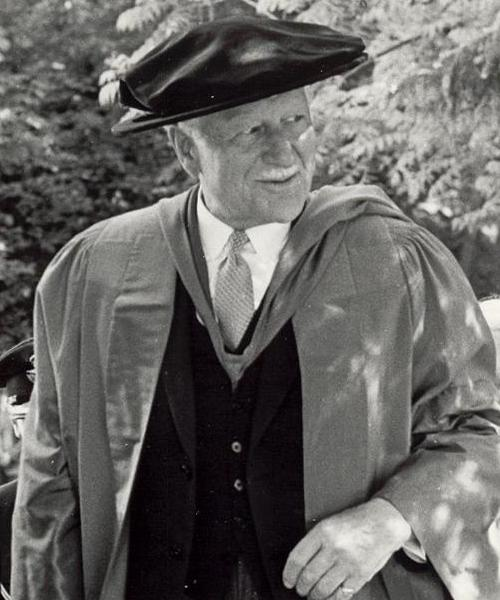
ローランド・ミシュナー
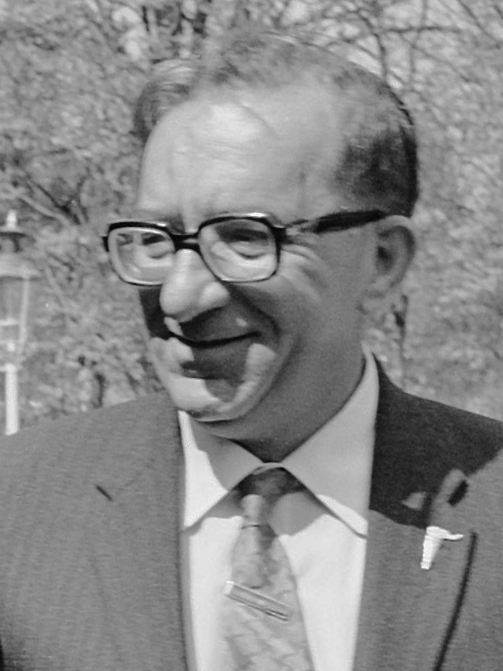
ドム・ミントフ（英語版）
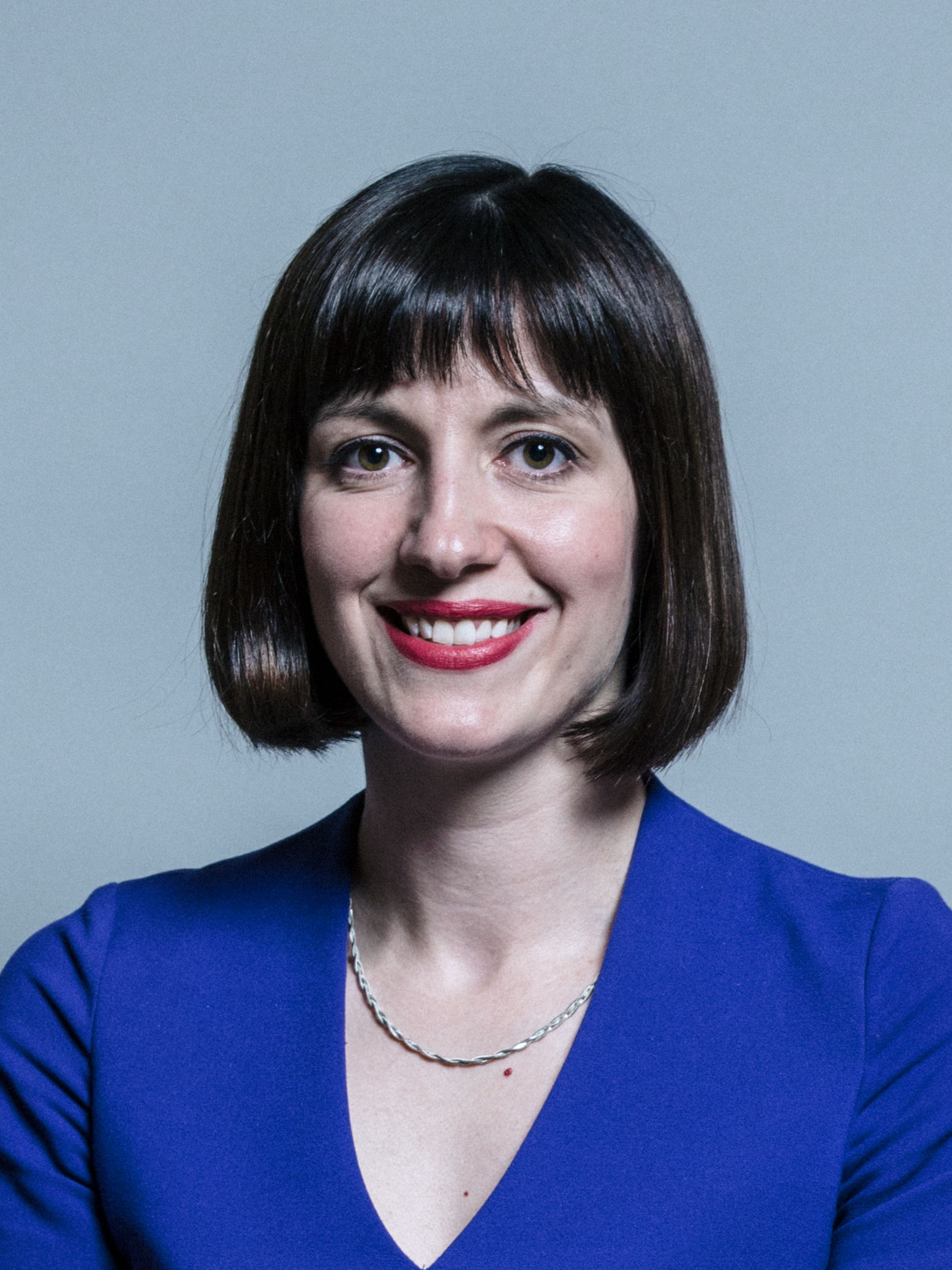
ブリジット・フィリップソン
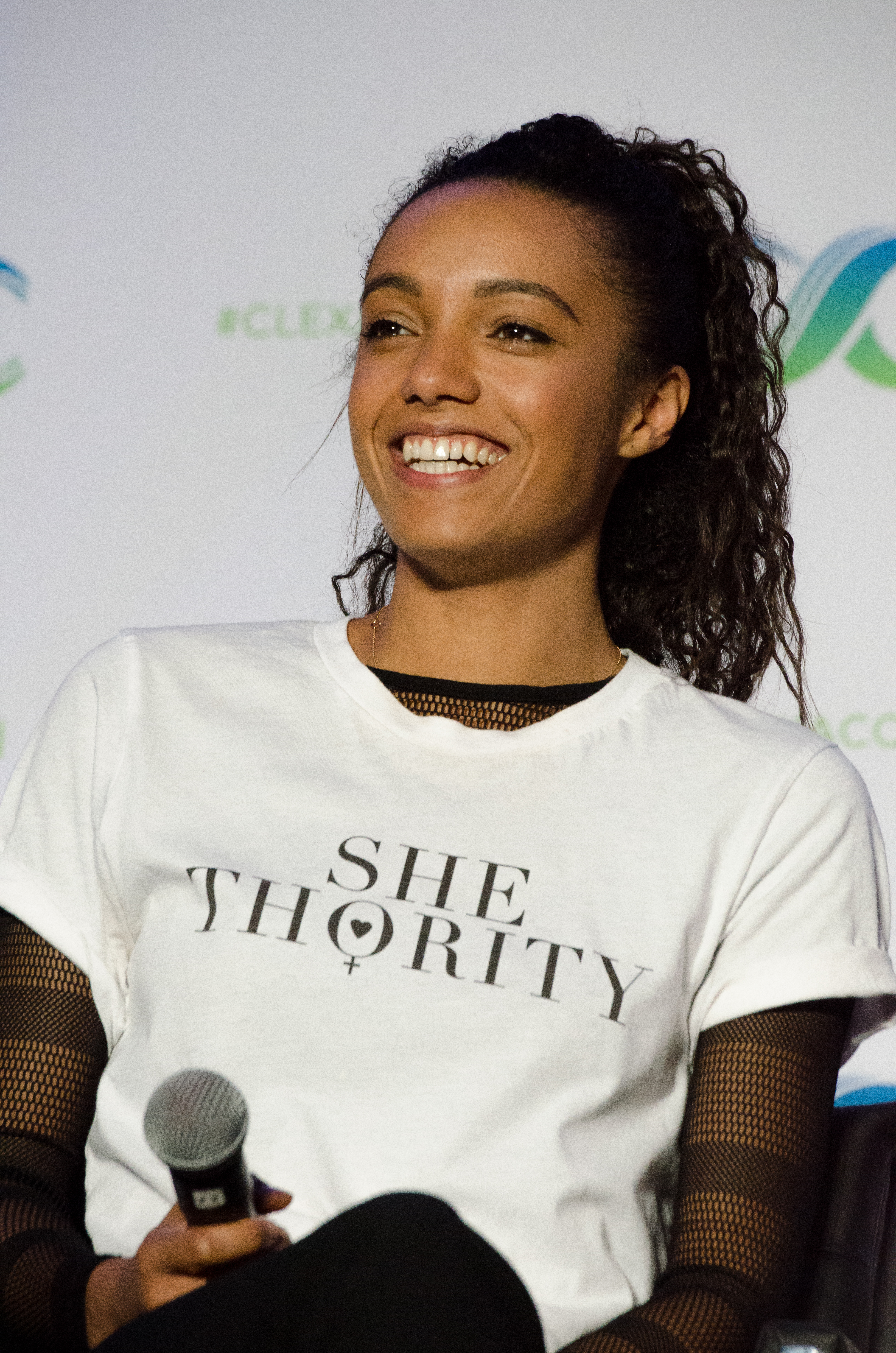
メイジー・リチャードソン＝セラーズ（英語版）
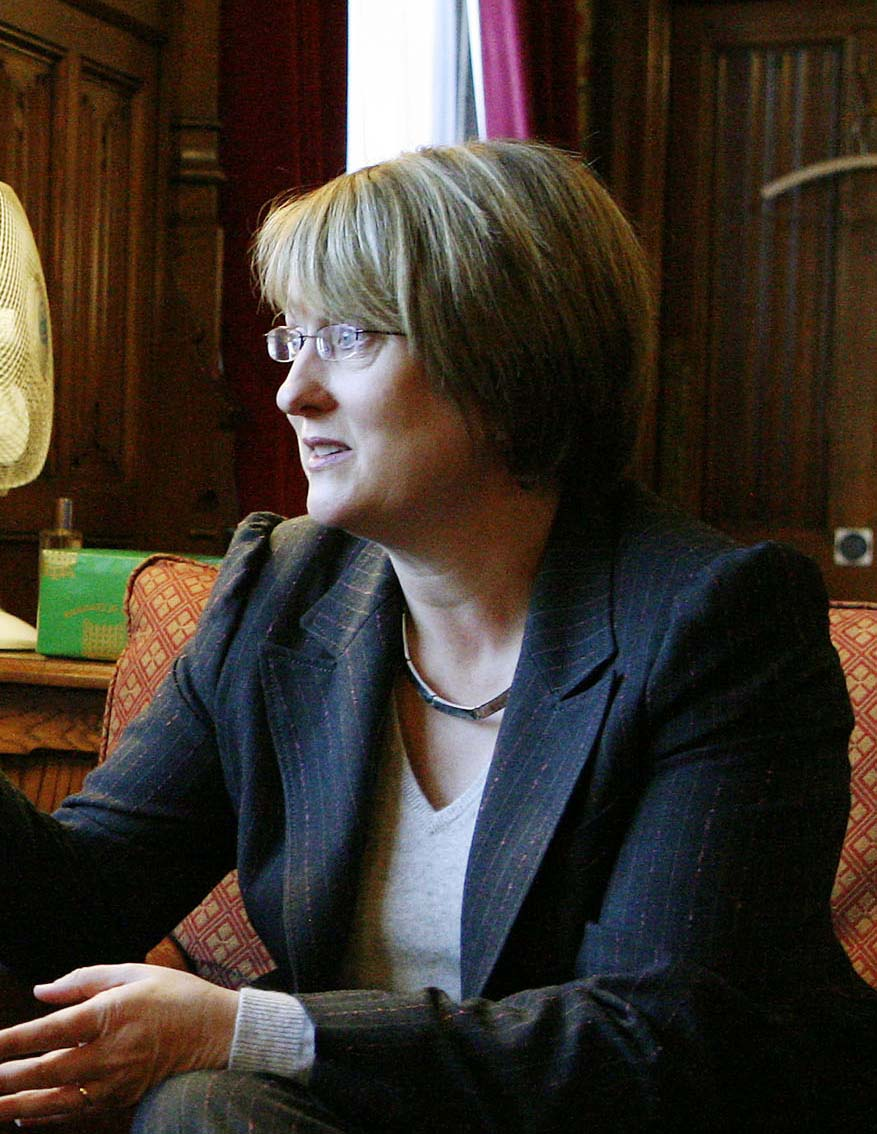
ジャッキー・スミス
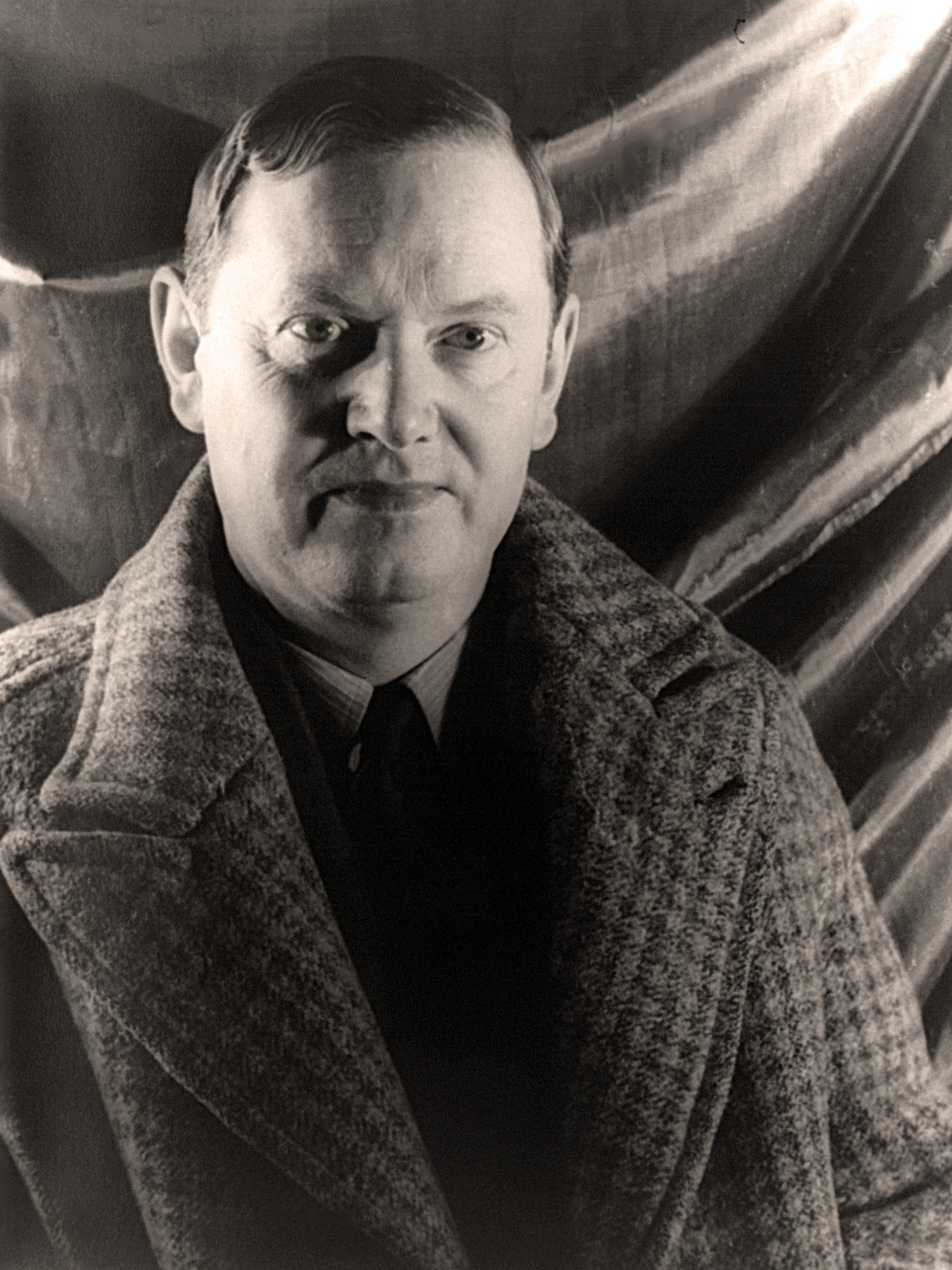
イーヴリン・ウォー
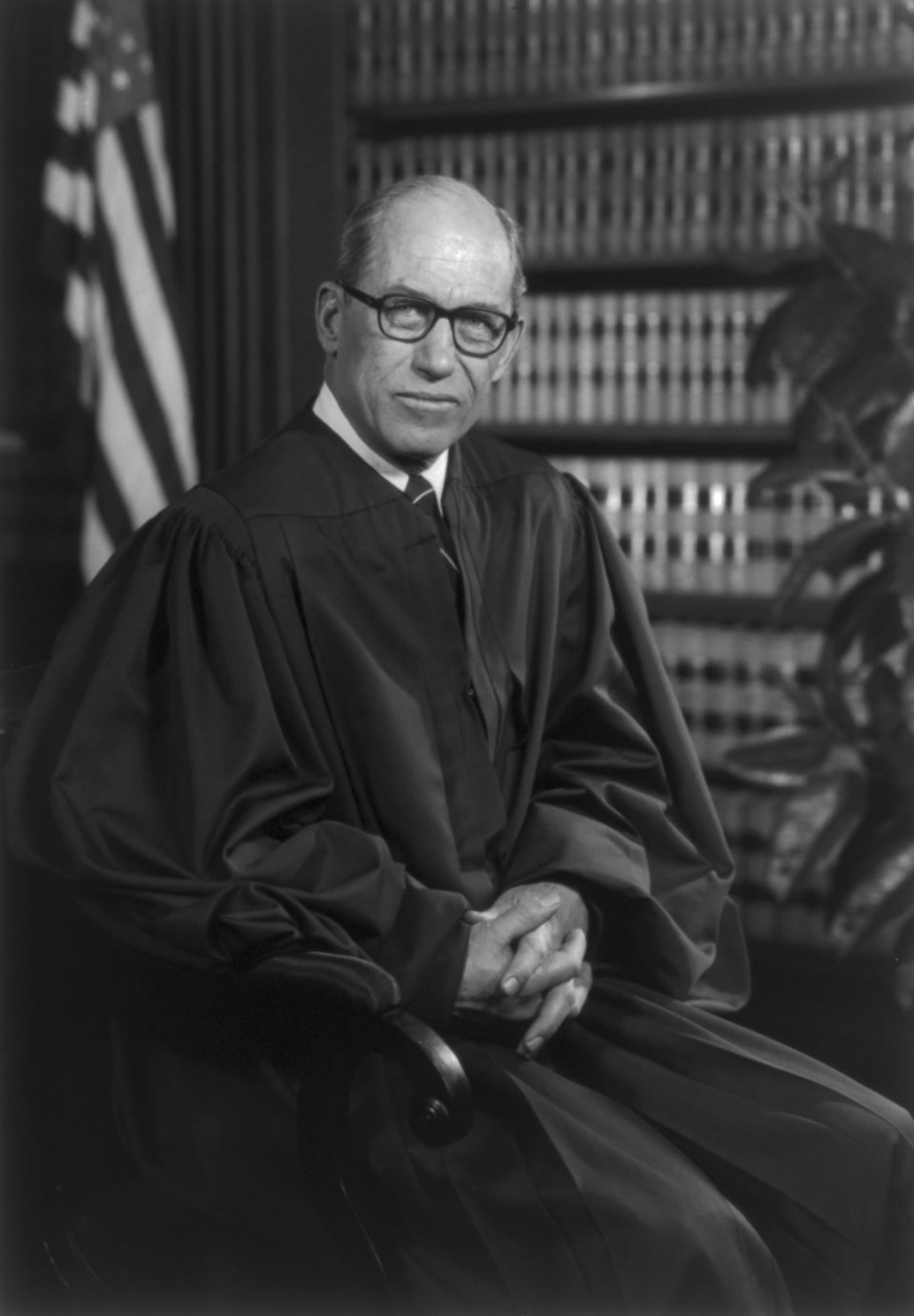
バイロン・ホワイト
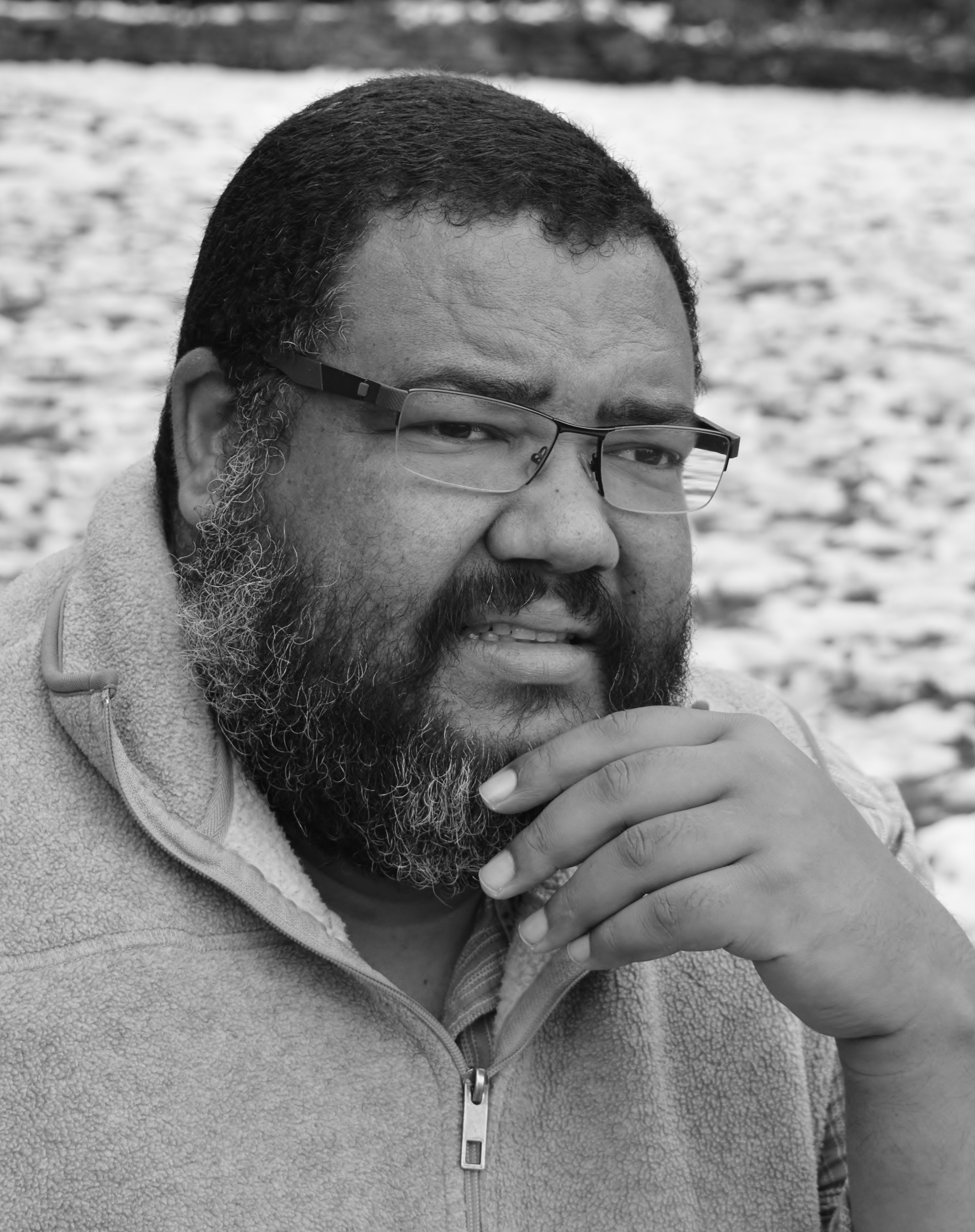
アソール・ウィリアムズ
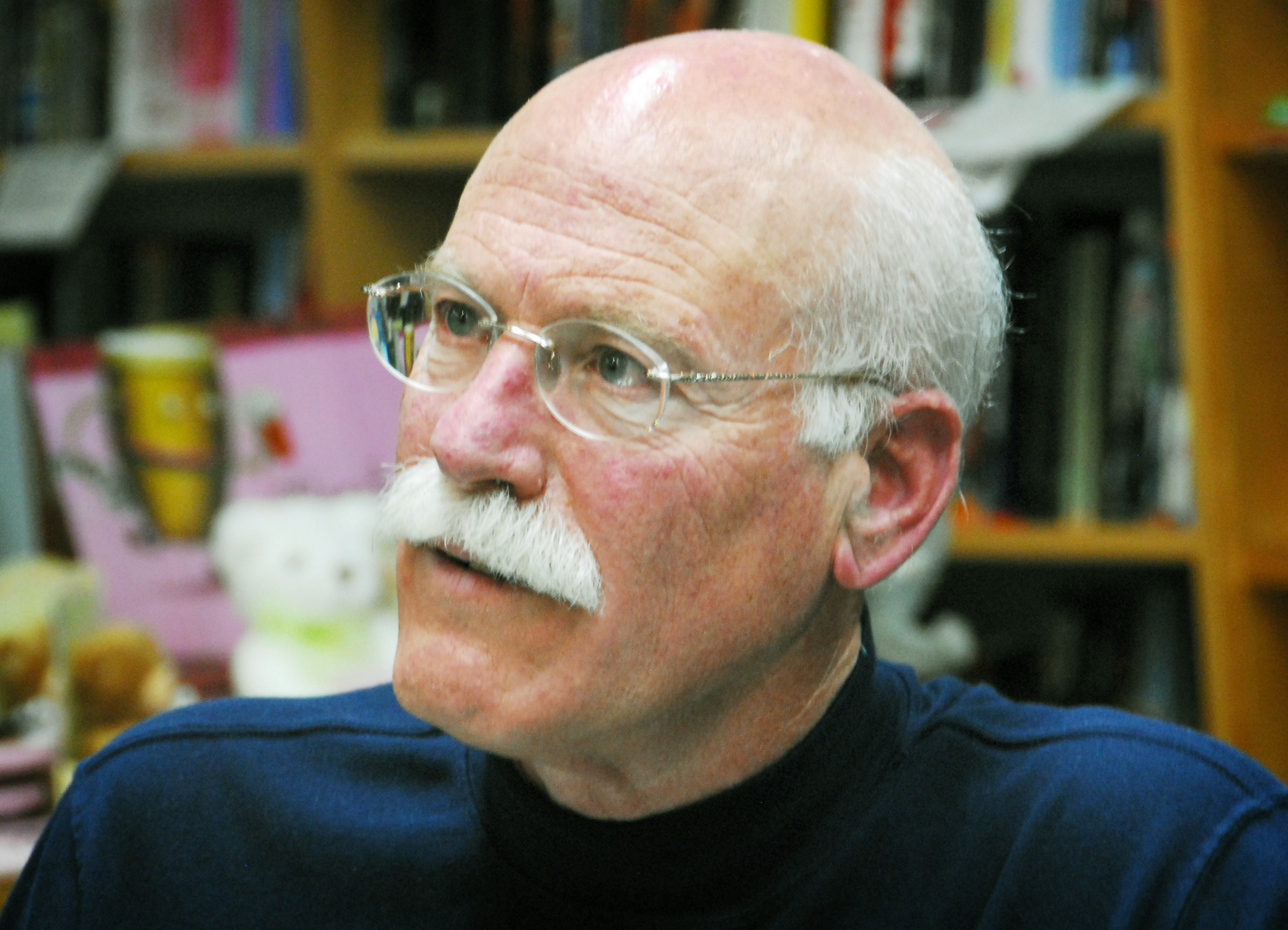
トバイアス・ウルフ